# Christchurch Botanic Gardens

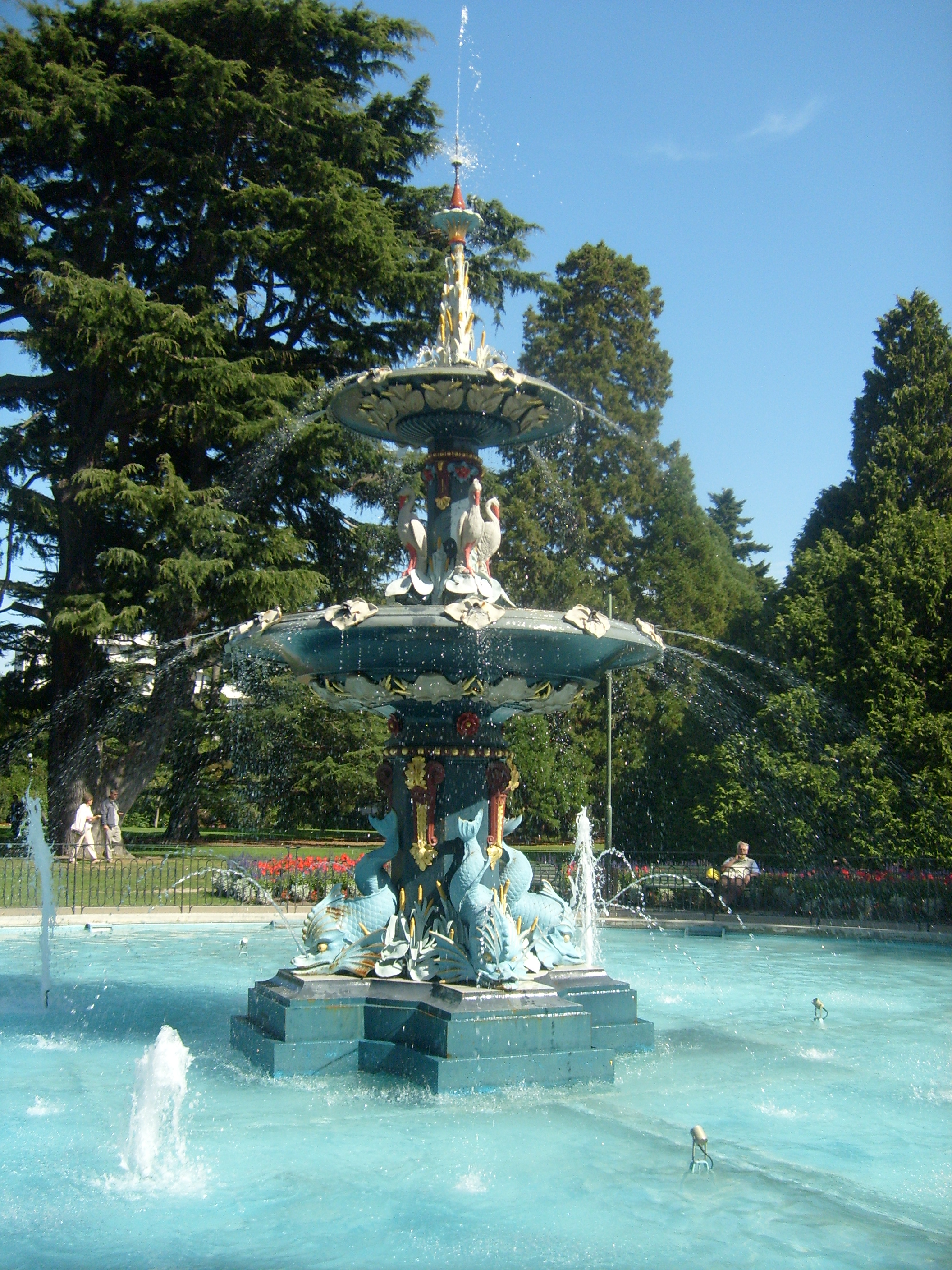
Fontein in de botanische tuin

Christchurch Botanic Gardens is de naam van een botanische tuin in Christchurch (Nieuw-Zeeland). Op 9 juli 1863 werd hier een zomereik aangeplant ter ere van de voltrekking van het huwelijk tussen prins Eduard VII van het Verenigd Koninkrijk en prinses Alexandra van Denemarken. Dit wordt algemeen gezien als de oprichtingsdatum van de botanische tuin. 
De botanische tuin is lid van de American Public Gardens Association en van Botanic Gardens Conservation International, een non-profitorganisatie die botanische tuinen samen wil brengen in een wereldwijd samenwerkend netwerk om te komen tot het behoud van de biodiversiteit van planten.
De tuin heeft een oppervlakte van dertig hectare en ligt grotendeels in een bocht van de Avon River. De tuin heeft een aantal collecties van exotische planten en planten uit Nieuw-Zeeland zelf. Een aantal bezienswaardigheden zijn: 
- Kruidentuin (in 1986 aangelegd) met planten met culinaire en medicinale toepassingen
- Rosarium met 250 cultivars van rozen
- Rotstuin met planten waarvan aantal het hele jaar door bloeien
- Heidetuin met meerdere soorten dophei en struikhei
- Een gedeelte van de tuin met rododendrons, Hosta, Helleborus en Lilium
- Watertuin met meerdere soorten bomen en struiken
- Een afdeling met planten uit Nieuw-Zeeland
- Pinetum
- Broeikassen waaronder
  - Garrick House met cactussen
  - Cunningham House met Dieffenbachia, Peperomia, Hoya, Anthurium en Dracaena
  - Fern House met varens
  - Townend House met Begonia, Calceolaria, Cyclamen, Gloxinia en Primula
  - Gilpin House met orchideeën, vleesetende planten, Tillandsia en andere bromelia's